# 新羽島駅
新羽島駅（しんはしまえき）は、岐阜県羽島市舟橋町宮北一丁目にある名古屋鉄道（名鉄）羽島線の駅である。同線の終点。駅番号はTH09。
東海道新幹線の岐阜羽島駅に接続することを目的に、隣接地に設置された駅である。名鉄のすべての駅の中で最も西に位置する。

## 歴史
- 1982年（昭和57年）12月11日 - 開業[2][3]。
- 2002年（平成14年）1月3日 - 羽島市役所前発新羽島行きの普通列車が雪でスリップし車止めに衝突する事故が発生（名鉄新羽島駅電車衝突事故）[4]。
  - この影響でホーム長を短縮し、一時的に4両編成の場合は後部2両をドアカットする措置をとった。後に事故前より10mほど手前の位置に停止位置を変更してドアカットを解消した。
- 2007年（平成19年）
  - 11月20日 - 無人化[5]。
  - 12月14日 - トランパス導入[6]。
- 2011年（平成23年）2月11日 - ICカード乗車券「manaca」の利用が可能となる。
- 2012年（平成24年）2月29日 - トランパスの使用が終了。
- 2019年（平成31年）4月1日 - エレベーターと多目的トイレが設置され、羽島線全駅バリアフリー化。

## 駅構造
4両編成対応の単式1面1線ホームを持つ高架駅。駅集中管理システム導入済の無人駅（管理駅は名鉄岐阜）。ホームは地上から約7.5メートルの高さにある。改札口は高架下の地上階に1箇所あり、付近には自動券売機（通勤manaca定期券（新規・継続）および通学manaca定期券（継続のみ）の購入も可能。ただし、名鉄ミューズカードでの決済は7:00～22:00の間に限られる。）および自動精算機（ICカードのチャージ等も可能）を1台ずつ備えている。開業以来改札口からホームへの移動手段は階段のみであったが、2019年（平成31年）に15人乗りのエレベーターが設置されバリアフリー化された。同時に多機能トイレや音声案内装置なども整備された。便所は1階にあり、水洗式。ホーム上には待合室がある。ホームと駅舎は若干離れており、屋根付きの連絡通路で繋がっている。エレベーターは車止めの先に設置されており、これ以上の延伸は不可能である。
将来的に1面2線とする構想があり、現在もホームの直下は何もない空間で、2線目の高架橋の建設を想定した構造が確認できる。また、現在線の江吉良方の高架橋には北方に少し開いた箇所があり、ここで2線目に分岐する予定となっている。

### のりば
| 路線      | 行先               |
| --------- | ------------------ |
| TH 羽島線 | 笠松・名鉄岐阜方面 |

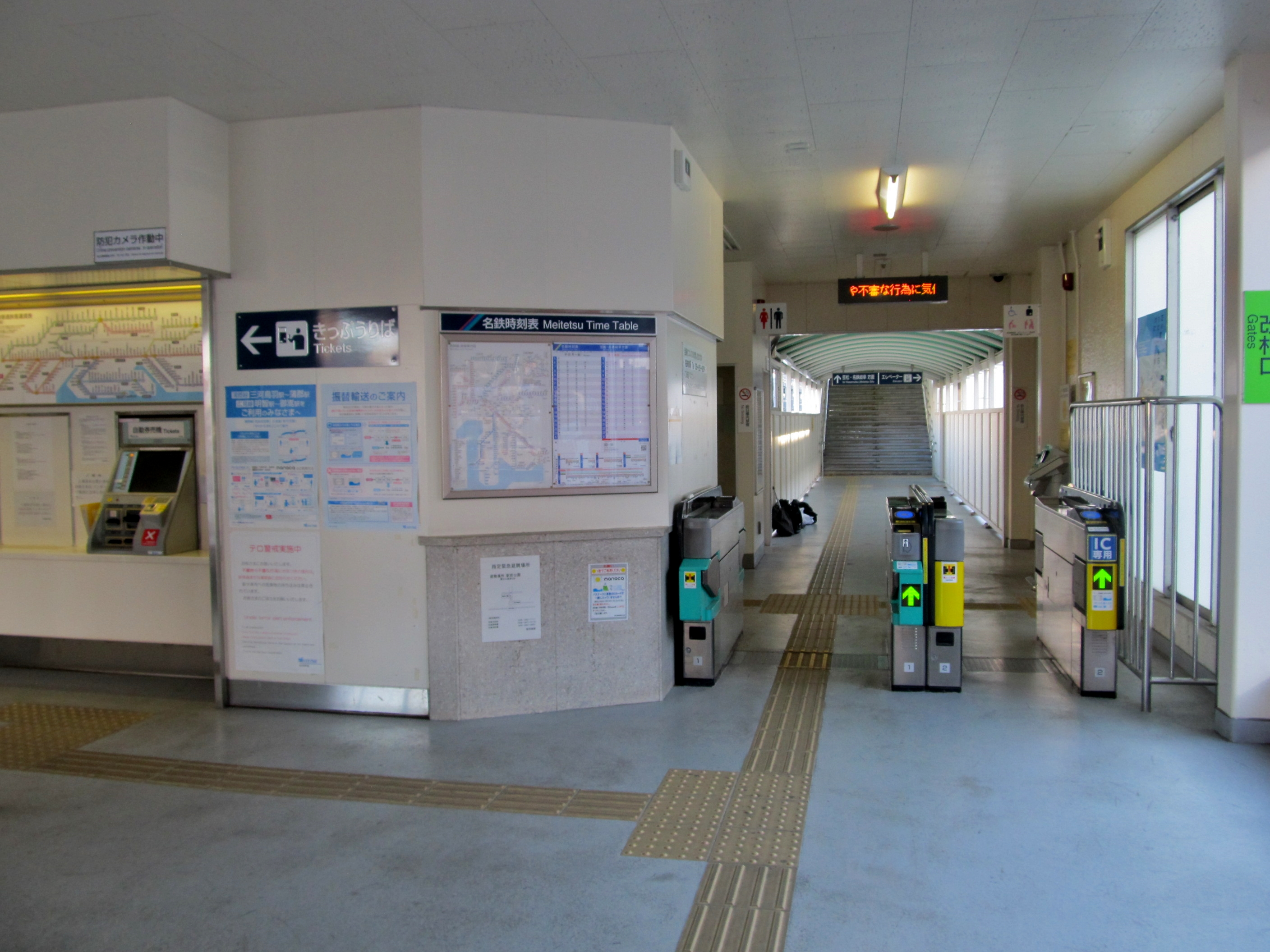
改札口
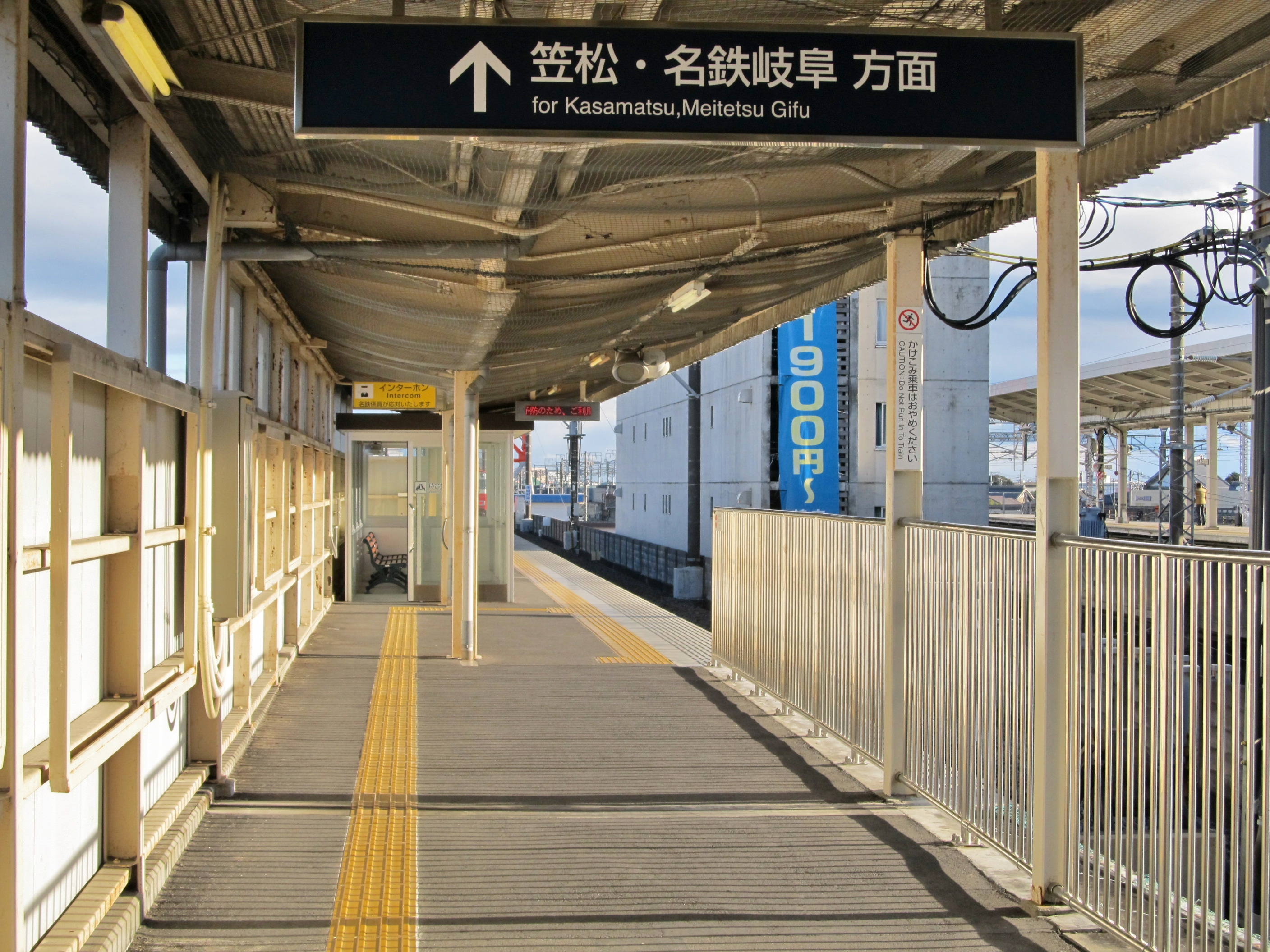
ホーム
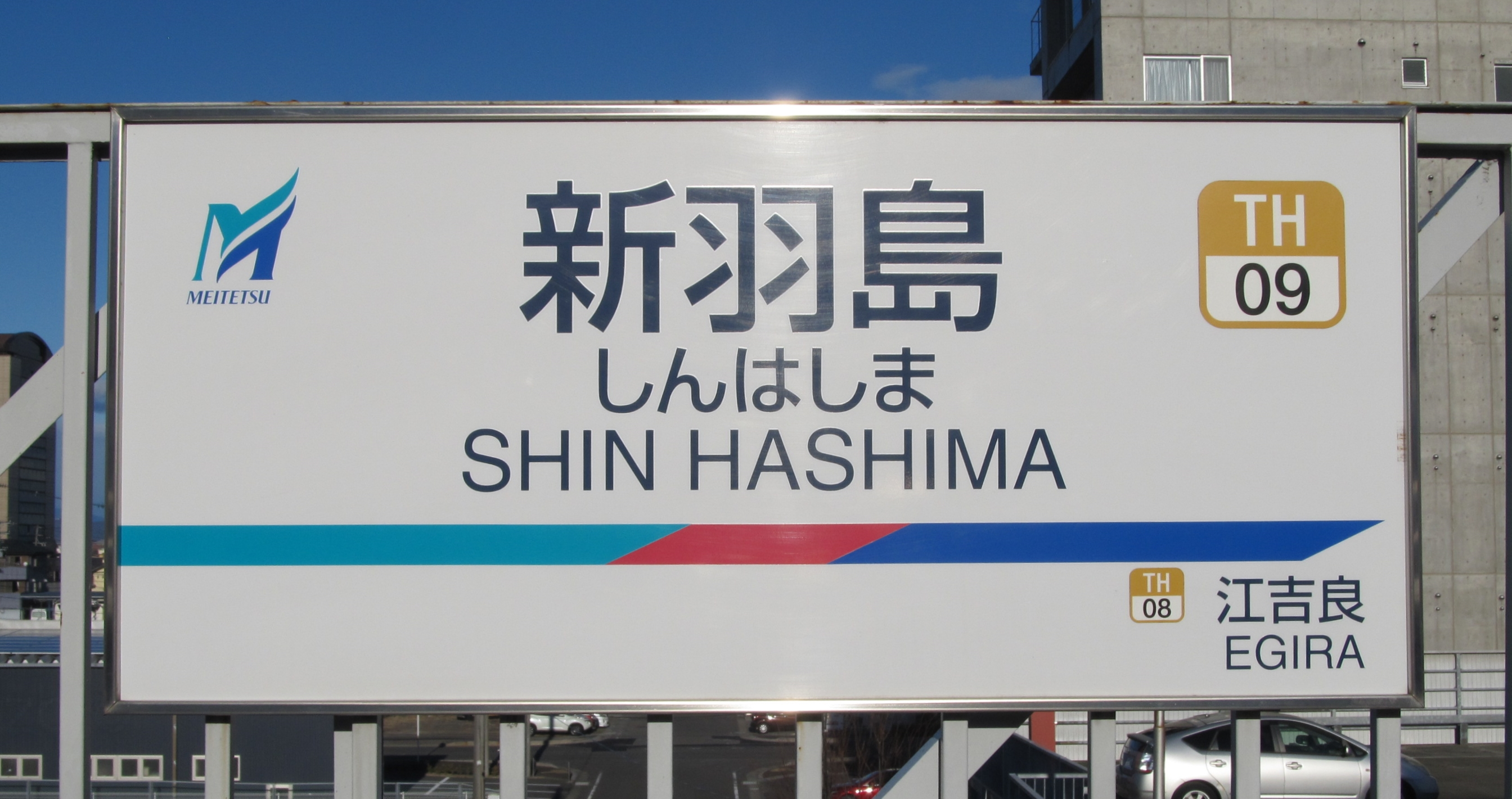
駅名標

### 配線図
|            | 新羽島駅 構内配線略図 | → 笠松方面 |
| 凡例 出典: |                       |            |

## 利用状況
- 『名鉄120年：近20年のあゆみ』によると2013年度当時の1日平均乗降人員は2,403人であり、この値は名鉄全駅（275駅）中167位、竹鼻線・羽島線（10駅）中3位であった[10]。
- 『名古屋鉄道百年史』によると1992年度当時の1日平均乗降人員は2,333人であり、この値は岐阜市内線均一運賃区間内各駅（岐阜市内線・田神線・美濃町線徹明町駅 - 琴塚駅間）を除く名鉄全駅（342駅）中159位、竹鼻線・羽島線（16駅）中4位であった[11]。

『岐阜県統計書』『羽島市統計書』各号によると、年間乗車人員、年間乗降人員、一日平均乗降人員の推移は以下の通りである。
| 年                 | 年間統計 | 年間統計 | 一日平均 乗降人員 | 備考          |
| 年                 | 乗車人員 | 乗降人員 | 一日平均 乗降人員 | 備考          |
| ------------------ | -------- | -------- | ----------------- | ------------- |
| 1982（昭和57）年度 | 86860    |          |                   | [ 12 ]        |
| 1983（昭和58）年度 | 342630   |          |                   | [ 13 ]        |
| 1984（昭和59）年度 | 379977   |          |                   | [ 14 ]        |
| 1985（昭和60）年度 | 393540   | 770000   |                   | [ 15 ] [ 16 ] |
| 1986（昭和61）年度 | 392059   | 765000   |                   | [ 15 ] [ 17 ] |
| 1987（昭和62）年度 | 401457   | 783000   |                   | [ 15 ] [ 18 ] |
| 1988（昭和63）年度 | 409524   | 795000   |                   | [ 19 ] [ 20 ] |
| 1989（平成元）年度 | 407915   | 793000   |                   | [ 19 ] [ 21 ] |
| 1990（平成02）年度 | 400476   | 777000   |                   | [ 19 ] [ 22 ] |
| 1991（平成03）年度 | 420175   | 824000   |                   | [ 23 ] [ 24 ] |
| 1992（平成04）年度 | 431592   | 843000   |                   | [ 23 ] [ 25 ] |
| 1993（平成05）年度 | 397701   | 778066   | 2148              | [ 26 ]        |
| 1994（平成06）年度 | 366458   | 722892   | 1996              | [ 26 ]        |
| 1995（平成07）年度 | 373839   | 736883   | 2033              | [ 26 ]        |
| 1996（平成08）年度 | 357905   | 704480   | 1945              | [ 26 ]        |
| 1997（平成09）年度 | 345534   | 683293   | 1887              | [ 26 ]        |
| 1998（平成10）年度 | 334543   | 661558   | 1827              | [ 27 ]        |
| 1999（平成11）年度 | 306626   | 608460   | 1679              | [ 27 ]        |
| 2000（平成12）年度 | 304869   | 608104   | 1681              | [ 27 ]        |
| 2001（平成13）年度 | 322375   | 642410   | 1776              | [ 27 ]        |
| 2002（平成14）年度 | 354486   | 703337   | 1945              | [ 27 ]        |
| 2003（平成15）年度 | 356180   | 709072   | 1959              | [ 28 ]        |
| 2004（平成16）年度 | 357239   | 715778   | 1980              | [ 28 ]        |
| 2005（平成17）年度 | 361731   | 737874   | 2041              | [ 29 ]        |
| 2006（平成18）年度 | 376368   | 767163   | 2123              | [ 29 ]        |
| 2007（平成19）年度 | 370111   | 752886   | 2081              | [ 29 ]        |
| 2008（平成20）年度 | 399733   | 808316   | 2236              | [ 29 ]        |
| 2009（平成21）年度 | 382591   | 772384   | 2136              | [ 29 ]        |
| 2010（平成22）年度 | 398138   | 804609   | 2227              | [ 30 ]        |
| 2011（平成23）年度 | 412207   | 828181   | 2290              | [ 30 ]        |
| 2012（平成24）年度 | 417273   | 837554   | 2318              | [ 30 ]        |
| 2013（平成25）年度 | 432869   | 868414   | 2403              | [ 30 ]        |
| 2014（平成26）年度 | 437641   | 878621   | 2431              | [ 30 ]        |
| 2015（平成27）年度 | 444153   | 891161   | 2464              | [ 31 ]        |
| 2016（平成28）年度 | 459978   | 925858   | 2562              | [ 31 ]        |
| 2017（平成29）年度 | 474707   | 953066   | 2638              | [ 31 ]        |
| 2018（平成30）年度 | 483837   | 973448   | 2694              | [ 31 ]        |
| 2019（令和元）年度 | 485408   | 973905   | 2694              | [ 31 ]        |
| 2020（令和02）年度 | 358236   | 718844   | 1990              | [ 1 ]         |

斜体の値は千人単位（千人未満四捨五入）

## 駅周辺
- 岐阜羽島駅 - JR東海・東海道新幹線
- 岐阜羽島インターチェンジ - 名神高速道路
- 岐阜県立看護大学

## その他
- 岐阜羽島駅に隣接するものの、岐阜市内から新幹線へのアクセスは名古屋駅のほうが便利である（名鉄羽島線の項目も参照）ため、新羽島駅は周辺から岐阜市内などへの通勤・通学、岐阜県立看護大学への通学客が主である。
- 当駅に引き上げ線や留置線は存在しない。夜間滞泊は行っておらず、始発列車の発車前に回送列車も到着しないので始発列車は名鉄岐阜・笠松方面から営業列車で送り込まれる。同様に最終列車の到着後に当駅発の羽島市役所前行き回送列車が1本存在する。

## 隣の駅
名古屋鉄道
TH 羽島線
江吉良駅（TH08） - 新羽島駅（TH09）